# Keep On Fighting
『Keep On Fighting』（キープ・オン・ファイティング）は、日本のミュージシャンである長渕剛の19枚目のオリジナル・アルバムである。
2003年（平成15年）5月14日にフォーライフミュージックエンタテイメントからリリースされた。2001年（平成13年）の前作『空』より、およそ2年ぶりにリリースされた作品であり、全ての作詞と作曲は長渕、プロデュースは長渕と笛吹利明による共同プロデュースとなっている。
既に金髪と肉体改造によって新たなる音楽性を模索しつつあった長渕が、「今までの長渕のイメージを変える」をモットーに、レゲエやヒップホップなどの新たな音楽性に挑戦し、それらの要素を積極的に取り入れた実験色の濃いアルバム。
本作以前の2002年（平成14年）にリリースされたシングル「静かなるアフガン」は収録されず、先行シングルとして2003年（平成15年）5月1日にリリースされた「しあわせになろうよ」が収録された。ちなみに、本作収録曲の「人生はラ・ラ・ラ」は、森進一への提供曲「狼たちの遠吠え」のカップリング曲として、森による歌唱バージョンが収録された。
オリコンチャートでは最高位1位を獲得した。

## 背景
ベストアルバム『BEST〜風〜』と、『BEST〜空〜』を2002年（平成14年）6月26日にリリース後、長渕は同年9月7日の自身の46歳の誕生日に単独公演として横浜スタジアムで「LIVE 2002.9.7 IN 横浜スタジアム」を開催した。同年11月26日にはビートたけしの著書を原作としたTBS系テレビドラマ『少年』内の一話、「おかめさん」にてトラックドライバー役で出演、長渕の主演以外での出演は、テレビドラマでは1982年（昭和57年）放送の『王貞治物語　我が青春の甲子園』以来20年ぶり、映画を含めると1986年（平成8年）上映の『男はつらいよ 幸福の青い鳥』以来16年ぶりとなった。
2003年（平成15年）4月2日には横浜スタジアムライブの模様を収録したライブビデオ『9.7 in 横浜スタジアム LIVE 2002』をリリース。その他に、同年4月から9月にかけてニッポン放送のラジオ番組『長渕剛のオールナイトニッポンフライデースペシャル・今夜もバリサン』が放送され、メインパーソナリティーとして出演した。
同年5月1日には先行シングルとなる「しあわせになろうよ」をリリース。オリコンチャートでは最高位2位、登場回数88回となり、売り上げは約30万枚とヒット曲となった。
その他、この頃には空手道団体の極真会館から分派した新極真会の発足に際し、同会の会歌「新極真会の歌」を製作、同曲は同年10月5日に東京体育館にて開催された「第8回全世界空手道選手権大会」の入場者にのみCDで配布されていたが、入場者以外からの問い合わせが殺到したため一般販売する形となった。

## 音楽性
文芸雑誌『別冊カドカワ 総力特集 長渕剛』において音楽ライターの藤井徹貫は、「サウンド的には、まるでミュージックミュージアムだ。ヒップホップと絡む表題曲。レゲエの『LANIKAI』。ハワイアン楽器のウクレレを使った『翼』。フォークロアの匂いがする『人生はラ・ラ・ラ』。カントリー・ライクな『頑張れ!』。アカペラ・コーラスをフィーチャーした『しあわせになろうよ』。ギターロック『桜島 SAKURAJIMA』。過去に例を見ないほど、バラエティに富むアレンジ」と表記されている。
文芸雑誌『文藝別冊 長渕剛 民衆の怒りと祈りの歌』においてライターの五井健太郎は、「二曲目『Keep On Fighting』で、聴き手は虚をつかれる。サンプラーのビートとスクラッチのイントロをぬけると、なかばラップのように歌う長渕が登場する」、「三曲目の『LANIKAI』はレゲエ、六曲目の『翼』はウクレレの弾き語りである。こんなふうに書けばキャリアの長いアーティストにありがちな迷走なのかとおもわれるかもしれないが、そんなことはまったくない。これらのどれもがそれぞれに、まぎれもない<長渕剛の作品>となりおおせているのだ」、「かれの歴史のなかでももっとも重要な曲のひとつである『桜島 SAKURAJIMA』も収録されている」と表記されている。

## リリース
2003年（平成15年）5月14日にフォーライフ・レコードよりリリースされた。初回生産分には特典としてオリジナルステッカーが封入されていた他、シングル「しあわせになろうよ」と本作を購入した際にインターネット上にてプレミアムグッズが贈呈されるキャンペーンが実施されていた。

## プロモーション
本作収録曲の内、先行シングルとしてリリースされた「しあわせになろうよ」のみPVが製作されている。
また、本作に関するテレビ出演は、2003年（平成15年）4月25日にテレビ朝日系音楽番組『ミュージックステーション』に初出演し、「しあわせになろうよ」を演奏した。
また、同年5月1日にNHKの番組としては11年半ぶりとなるNHK総合音楽番組『夢・音楽館』に出演し、「勇気の花」、「He･La-He･La」、「とんぼ」、「しあわせになろうよ」を演奏。同年6月15日には日本テレビ系トーク番組『おしゃれカンケイ』に初出演し「しあわせになろうよ」を演奏、12月31日には第41回NHK紅白歌合戦以来13年ぶりとなるNHK総合音楽番組『第54回NHK紅白歌合戦』（2003年）に出演し「しあわせになろうよ」を演奏した他、自身が提供した森進一の曲「狼たちの遠吠え」ではギター演奏とバックコーラスを行った。

## ツアー
本作を受けてのコンサートツアーは「LIVE 2003 KEEP ON FIGHTING野外Live Tour」と題し、2003年（平成15年）7月19日の大阪府でのWTCオープンエアスタジアムを皮切りに、7月26日の愛知県での名古屋商科大学日進キャンパスラグビー場、8月10日の神奈川県での横浜赤レンガパークを経て、8月16日の鹿児島県立鴨池野球場まで野外ライブのみで4都市全4公演を実施。同年11月26日、8月10日の横浜赤レンガパークでの模様を収録したライブDVD『Keep On Fighting LIVE 2003 夏』をリリースした。
さらに同年には「LIVE 2003 KEEP ON FIGHTING」と題し、9月13日のハーモニーホール座間を皮切りに、12月17日の沖縄コンベンションセンターまで29都市全29公演が行われた。

## 批評
| 専門評論家によるレビュー             | 専門評論家によるレビュー |
| レビュー・スコア                     | レビュー・スコア         |
| 出典                                 | 評価                     |
| ------------------------------------ | ------------------------ |
| CDジャーナル                         | 肯定的                   |
| GiGS                                 | 肯定的                   |
| タワーレコード                       | 肯定的                   |
| 別冊カドカワ 総力特集 長渕剛         | 肯定的                   |
| 文藝別冊 長渕剛 民衆の怒りと祈りの歌 | 肯定的                   |

- 音楽情報サイト『CDジャーナル』では、「いつもながらの気迫に加え、ヒップホップ風の(2)、なぜかレゲエの(3)など、楽曲のバラエティも豊か。また、(10)や(5)など初期の瑞々しいメロディを思い出させる曲が多いのも魅力」、「バラード曲『しあわせになろよ』、『八月の雨の日』や、彼らしいアコースティック・ヒップホップの趣を感じさせる『Keep On Fighting』をはじめ、ヴァラエティに富んだ作品に仕上がった」と肯定的な評価を下した[13]。

- 音楽雑誌『GiGS』では、「“戦い続けて”と、いかにも長渕らしいタイトル。いつものように気迫のこもったボーカルと激しい言葉で、生きること愛することにズバリと切り込んでくる。ただしサウンド的には、かなりにバラエティ豊か。クラブ風ソウル色の濃いラップやディープなレゲエからウクレレ弾き語りの長渕流ハワイアン？、カントリーそしてブルージーな掛け合いと多彩。故郷への愛を込めた『桜島 SAKURAJIMA』では、活火山の激しい形相を我が身の生き様に置き換え力強く歌い上げている」と肯定的な評価を下している[14]。

- 音楽情報サイト『タワーレコード』では、「バラードや新しいアコースティックヒップホップとも言える曲、ウクレレとハーモニカの弾き語りの楽曲を収録した1曲1曲がバラエティ溢れた力強い作品!剛イズム健在!」と肯定的な評価を下している[15]。

- 文芸雑誌『別冊カドカワ 総力特集 長渕剛』において藤井は、「陰と陽に分けるなら、陽のエネルギーに満ちている。本作全編をその力が貫いている。さらにこの時期、苦しみ抜いた肉体改造が成就。その意味でもまさにニュー長渕の誕生だ」、「過去と未来の狭間、まさに今、この時の長渕剛が本作の中にいる。跳ね、吠え、蹴り、激しく息づいている」、「（『傷ついた鳥』に関して）吟遊詩人・長渕剛を強く感じる。大人の男が、それもピカレスクの匂いがする男が、これを歌うのが本当の渋さだ」と肯定的な評価を下している[6]。

- 文芸雑誌『文藝別冊 長渕剛 民衆の怒りと祈りの歌』において五井は、「ジャケットに写る金髪の長渕のすがたが印象的なように、意欲作、というよりあきらかに、実験的な作品である」、「闘いのなかで、いまやしあわせになることも呼びかけるかれはどこにむかっていくのか、そのあとの展開を知るためにも、とおして聴かれるべき良作である」と肯定的な評価を下している[7]。

## チャート成績
オリコンチャートでは最高位1位、登場回数51回となり、売り上げ枚数は約24万枚となった。また、この結果によって長渕は男性アーティスト初のオリジナルフルアルバム首位通算10作目獲得となった。

## 収録曲

### 一覧
| 全作詞・作曲: 長渕剛。 |                        |           |            |                                   |      |
| #                      | タイトル               | 作詞      | 作曲・編曲 | 編曲                              | 時間 |
| 1.                     | 「情熱」               | 長渕剛    | 長渕剛     | 長渕剛                            | 4:07 |
| 2.                     | 「Keep On Fighting」   | 長渕剛    | 長渕剛     | 笛吹利明、長渕剛                  | 4:51 |
| 3.                     | 「LANIKAI」            | 長渕剛    | 長渕剛     | 笛吹利明、長渕剛                  | 5:53 |
| 4.                     | 「八月の雨の日」       | 長渕剛    | 長渕剛     | 国吉良一                          | 4:12 |
| 5.                     | 「人生はラ・ラ・ラ」   | 長渕剛    | 長渕剛     | 笛吹利明                          | 5:01 |
| 6.                     | 「翼」                 | 長渕剛    | 長渕剛     | 長渕剛                            | 5:17 |
| 7.                     | 「頑張れ!」            | 長渕剛    | 長渕剛     | 笛吹利明、長渕剛                  | 3:56 |
| 8.                     | 「傷ついた鳥」         | 長渕剛    | 長渕剛     | 笛吹利明                          | 4:23 |
| 9.                     | 「桜島 SAKURAJIMA」    | 長渕剛    | 長渕剛     | 笛吹利明、長渕剛                  | 6:13 |
| 10.                    | 「しあわせになろうよ」 | 長渕剛    | 長渕剛     | 国吉良一／コーラスアレンジ：INSPi | 4:25 |
| 合計時間:              | 合計時間:              | 合計時間: | 48:18      |                                   |      |

### 曲解説
1. 情熱
  - テレビ西日本「ゴリパラ見聞録」OPテーマソング[注釈 1]

タイトルの通りのエネルギッシュな曲調で、ライブでの演奏頻度も高い。歌詞にある「情熱情熱情熱」の部分で拳を振り上げ、間奏の「ランラランラランラン」の部分で長渕と客席が合唱するのがお約束となっている。ニッポン放送の「ショーアップナイター」（2003年度）のテーマソングとしても使われていた。
2. Keep On Fighting
長渕流ヒップホップを目指した曲。DJ DRAGONなどが参加している。
サビの部分はクイーンのウィ・ウィル・ロック・ユーを参考にしている。
3. LANIKAI
ラニカイとは、ハワイにある名所、カイルア・ラニカイ・ビーチの事を指す。歌詞中に登場する「ワタル」とは、長渕の長男である航（わたる）君。
レゲエ調の軽快なナンバー。"Mizalito（ミザリート）"こと美座良彦がセッションに加わっている。
4. 八月の雨の日
ライブでは過去に1回しか演奏されていない（2003年の大阪WTCライブにおいてのみ）。
5. 人生はラ・ラ・ラ
6. 翼
ウクレレでの弾き語り曲。前年までの“空～SORA～”ツアーで既に何度か披露されていた。
7. 頑張れ!
8. 傷ついた鳥
9. 桜島 SAKURAJIMA
タイトル通り鹿児島県の桜島を歌っている。2004年（平成16年）の桜島オールナイトコンサート以降、ライブで演奏される際には、曲に合わせて観客が両手を上げて左右に揺らすのが定番となっている。
10. しあわせになろうよ
36枚目のシングル曲。アカペラグループのINSPiによるコーラスアレンジ。この年の年末に、実に13年ぶりにNHK『紅白歌合戦』に出場し、この曲を演奏した。後にZEEBRAらと共に、『しあわせになろうよ'04』として再リリースしている。

## スタッフ・クレジット

### 参加ミュージシャン
- 島村英二 - ドラムス（1,5,7,9,10曲目）
- 美座良彦 - ドラムス（3曲目）
- 美久月千晴 - エレクトリックベース（1,5,7,8曲目）
- 高橋ゲタ夫 - エレクトリックベース（3曲目）
- 大本政智 - エレクトリックベース（9,10曲目）
- 長渕剛 - アコースティック・ギター（1,2,7,8,9曲目）、エレクトリックギター（3曲目）、ウクレレ（6曲目）、ブルース・ハープ（2,6,7,8曲目）
- 笛吹利明 - アコースティック・ギター（2,4,8曲目）、エレクトリックギター（5曲目）、フラットマンドリン（5,7,8曲目）、チャランゴ（5曲目）
- 角田順 - エレクトリックギター（1,4,5,7,9,10曲目）
- 福原将宣 - エレクトリックギター（3曲目）
- 駒沢裕城 - ペダルスチールギター（7曲目）
- 池田雅彦 - バンジョー（7曲目）
- 国吉良一 - シンセサイザー（1,3,4,5,8曲目）、アコースティックピアノ（8,10曲目）
- 津垣博通 - ピアノ（3曲目）
- エルトン永田 - ピアノ（9曲目）
- DJ DRAGON & DJ MASAMI - スクラッチ（2曲目）
- ペッカー - パーカッション（3曲目）
- 浜口茂外也 - パーカッション（5,8曲目）
- ジェイク・H・コンセプション - アルト・サックス（1,9曲目）
- 佐々木史郎 - トランペット（3曲目）
- 鈴木明男 - テナー・サックス（3曲目）
- 高桑英世[注釈 2] - ケーナ（5曲目）
- 小池弘之 - ヴァイオリン（4曲目）
- 堀沢真己 - チェロ（4曲目）
- 篠崎グループ - ストリングス（10曲目）
- The MUGIFUMI - コーラス（1,5曲目）
- INSPi - コーラス（10曲目）
- 山根麻衣 - バックアップボーカル（2,3,9曲目）
- 坪倉唯子 - バックアップボーカル（2,3,9曲目）
- 中山信彦 - シンセサイザー・プログラマー（1,2,3,4,5,8,9,10曲目）

### スタッフ
- 長渕剛 - プロデュース
- 笛吹利明 - プロデュース
- 加藤謙吾 - レコーディング・エンジニア、ミキシング・エンジニア
- 中津直也 - 追加エンジニア
- 阿部勝行 (Mixer'a Lab) - アシスタント・エンジニア
- 三原典子 (Sound Inn) - アシスタント・エンジニア
- ボビー・ハタ - マスタリング・エンジニア
- 笹川章光 (Yeep) - エキップメント・テクニシャン
- 三浦"Peter"浩 (Yeep) - エキップメント・テクニシャン
- 宮田文雄 (Music Land) - ミュージシャン・コーディネーター
- ふくながよしこ（オフィス・レン） - プロダクション・デスク
- 横田利夫（フォーライフミュージックエンタテイメント） - アーティスト・プロモーター
- 池田雅彦（フォーライフミュージックエンタテイメント） - A&Rディレクター
- 渋谷高行（オフィス・レン） - スーパーバイザー
- 松田直（フォーライフミュージックエンタテイメント） - スーパーバイザー
- 荒井博文 (Gil Produce) - アート・ディレクション、デザイン
- 大川奘一郎 - 写真撮影
- 豊川京子 - メイクアップ・アーティスト
- 後藤由多加（フォーライフミュージックエンタテイメント） - エグゼクティブ・プロデューサー
- 安部拓朗 (I-5 Corp.) - スペシャル・サンクス
- かとうかねと - スペシャル・サンクス
- のはらこう - スペシャル・サンクス
- NAGABUCHI TSUYOSHI CLUB - スペシャル・サンクス